# Pedrinho Gaúcho
Pedro Antônio Simeão, mais conhecido como Pedrinho ou ainda Pedrinho Gaúcho (Lajeado, 4 de agosto de 1953 – Porto Alegre, 19 de junho de 2019), foi um futebolista brasileiro que atuava como ponta-direita.
Jogou em times como o Internacional, Atlético Mineiro, Bangu, América-SP, Vasco da Gama, Coritiba e Avaí.
Também fez parte do grupo da Seleção Olímpica do Brasil, que disputou as Olimpíadas de Munique em 1972. 
Morreu em 19 de junho de 2019 aos 65 anos de idade.

## Títulos
Internacional
- Campeonato Gaúcho: 1973, 1974, 1975, 1976
- Campeonato Brasileiro: 1975, 1976

Atlético-MG
- Campeonato Mineiro: 1979, 1980 e 1981

Vasco da Gama
- Campeonato Carioca: 1982